# نورزوآنتامین
نورزوآنتامین (به انگلیسی: Norzoanthamine) با فرمول شیمیایی C۲۹H۳۹NO۵ یک ترکیب شیمیایی است. که جرم مولی آن ۴۸۱٫۶۲ g/mol می‌باشد. 